# João Montanaro
João Montanaro (São Paulo, 10 de maio de 1996) é um cartunista, chargista e ilustrador brasileiro. Com um início de carreira precoce, Montanaro começou a desenhar aos seis anos, copiando desenhos na televisão e tiras de jornal.

## Biografia
Montanaro publicou suas primeiras tiras em um blog pessoal. Aos doze anos, fez seu primeiro trabalho profissional publicado na revista MAD. Em 2010, tornou-se chargista da Folha de S. Paulo. Também teve trabalhos publicados na revista Le Monde Diplomatique. Montanaro é autor de dois livros: "Cócegas no Raciocínio", premiada com um Troféu HQ Mix como melhor publicação de cartuns em 2011  e "Eu Não me Arrependo de Nada", além de ter participado da coletânea MSP Novos 50, dos Estúdios Maurício de Sousa e do projeto Osmose, de intercâmbio entre ilustradores brasileiros e alemães, patrocinado pelo Goethe Institut.